# Powiat bocheński
Powiat bocheński – powiat w Polsce (województwo małopolskie), utworzony w 1999 roku w ramach reformy administracyjnej. Jego siedzibą jest miasto Bochnia. Partnerem powiatu jest niemiecki powiat Saarlouis.
W skład powiatu wchodzą:
- gminy miejskie: Bochnia
- gminy miejsko-wiejskie: Nowy Wiśnicz
- gminy wiejskie: Bochnia, Drwinia, Lipnica Murowana, Łapanów, Rzezawa, Trzciana, Żegocina
- miasta: Bochnia, Nowy Wiśnicz

Według danych z 31 grudnia 2019 roku powiat zamieszkiwało 106 858 osób. Natomiast według danych z 30 czerwca 2020 roku powiat zamieszkiwały 107 023 osoby.

## Demografia

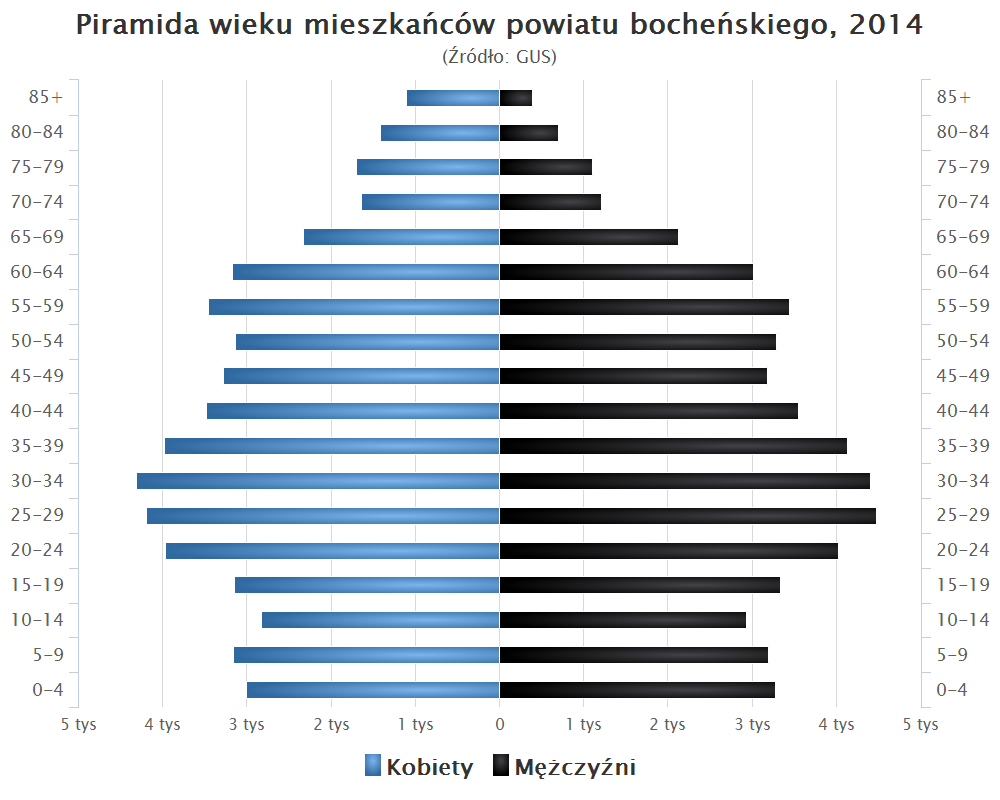
Piramida wieku mieszkańców powiatu bocheńskiego w 2014 roku

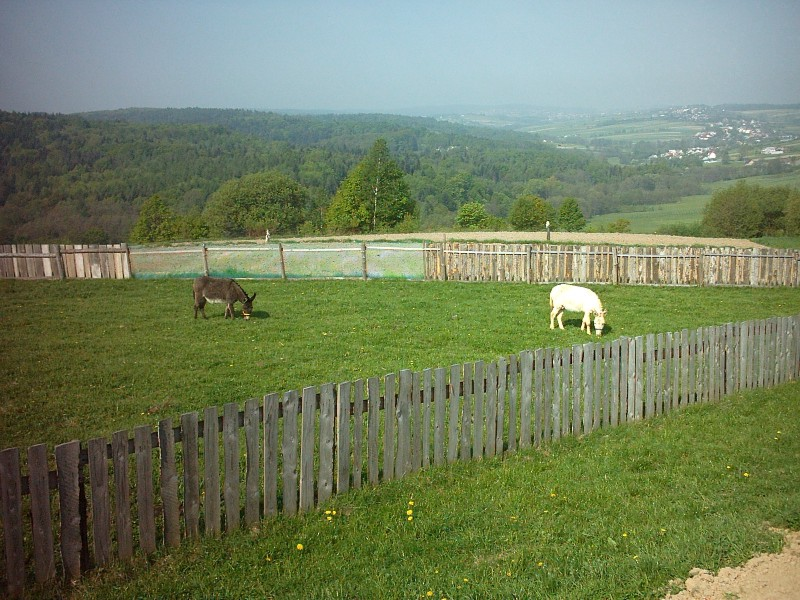
Przedgórze Bocheńskie – krajobraz wschodniej części powiatu

Liczba ludności (dane z 30 czerwca 2005):
|        | Ogółem  | Ogółem | Kobiety | Kobiety | Mężczyźni | Mężczyźni |
| osób   | %       | osób   | %       | osób    | %         |           |
| ------ | ------- | ------ | ------- | ------- | --------- | --------- |
| Ogółem | 100 160 | 100    | 51 020  | 50,94   | 49 140    | 49,06     |
| Miasto | 32 275  | 32,22  | 16 842  | 16,82   | 15 433    | 15,41     |
| Wieś   | 67 885  | 67,78  | 34 178  | 34,12   | 33 707    | 33,65     |

▶Wieś vs ▶miasto
Ogółem (▶k, ▶m)
Miasto (▶k, ▶m)
Wieś (▶k, ▶m)

## Starostowie
- Feliks Zachuta (-1923)[6]

## Religia
- Kościół rzymskokatolicki: (Dekanat Bochnia Wschód – 9 parafii; Dekanat Bochnia Zachód – 8 parafii; Dekanat Lipnica Murowana – 14 parafii; Dekanat Niegowić (część) – 1 parafia); Dekanat Niepołomice (część) – 2 parafie; Dekanat Uście Solne (część) – 4 parafie);
- Protestantyzm: Zbór Kościoła Adwentystów Dnia Siódmego w Leksandrowej; Kościół Chrześcijan Baptystów w RP Bochnia;
- Świadkowie Jehowy: 2 zbory (Bochnia–Północ, Bochnia–Południe)[7].

## Sąsiednie powiaty
- powiat krakowski
- powiat proszowicki
- powiat brzeski
- powiat limanowski
- powiat myślenicki
- powiat wielicki